# Delphacodes fuscifrons
Delphacodes fuscifrons är en insektsart som först beskrevs av Franz Xaver Fieber 1872.  Delphacodes fuscifrons ingår i släktet Delphacodes och familjen sporrstritar. Inga underarter finns listade i Catalogue of Life.